# Ибрагимов, Хабибулла Ибрагимович
Хабибулла Ибрагимович Ибрагимов (1912—1975) — советский военнослужащий, участник Великой Отечественной войны, Герой Советского Союза, командир артиллерийской батареи 128-го противотанкового дивизиона 86-й мотострелковой дивизии 7-й армии Северо-Западного фронта. Подполковник.

## Биография
Родился 18 января 1912 года в деревне Кугунур, ныне село Балтасинского района Татарстана, в крестьянской семье. Татарин. Член ВКП(б)/КПСС с 1940 года. Окончив 7 классов, работал в колхозе, весовщиком на лесозаготовках.
В Красной Армии с 1934 года. В 1938 году окончил курсы младших лейтенантов. Участник советско-финляндской войны 1939-40 годов.
Батарея 128-го противотанкового дивизиона (86-я мотострелковая дивизия, 7-я армия, Северо-Западный фронт) под командованием младшего лейтенанта Хабибуллы Ибрагимова в период с 3-го по 9 марта 1940 года содействовала артиллерийским огнём успешному наступлению пехоты в районе деревни Вилайоки (ныне посёлок Великое Выборгского района Ленинградской области), затем по льду Финского залива вышла в тыл вражеского укреплённого района у города Выборг и, уничтожая огневые точки врага, содействовала пехоте в захвате этого города.
Указом Президиума Верховного Совета СССР от 21 марта 1940 года «за образцовое выполнение боевых заданий командования на фронте борьбы с финской белогвардейщиной и проявленные при этом отвагу и геройство» младшему лейтенанту Ибрагимову Хабибулле Ибрагимовичу присвоено звание Героя Советского Союза с вручением ордена Ленина и медали «Золотая Звезда» (№ 502).
В годы Великой Отечественной войны командовал отрядом бронепоездов, был заместителем командира самоходного-артиллерийского полка. В 1943 году окончил курсы усовершенствования офицерского состава, а в 1947 году — Высшую офицерскую бронетанковую школу. С 1958 года подполковник Ибрагимов Х. И. — в запасе. Жил в столице Татарстана — городе Казани. Скончался 18 октября 1975 года. Похоронен в родном селе Кугунур Балтасинского района Татарстана.
Награждён орденом Ленина, орденами Красного Знамени, Отечественной войны 1-й степени (08.03.1944), Красной Звезды, медалями.
Похоронен в селе Кугунур Балтасинского района.

## Память
- Мемориальная доска в память об Ибрагимове установлена Российским военно-историческим обществом на здании Кугунурской средней школы Балтасинского района, где он учился.